# MythTV
MythTV je v informatice název počítačové free a open source aplikace určené pro vytvoření domácího zábavního centra. Aplikace má zjednodušené uživatelské rozhraní navržené pro používání v obývacím pokoji a je přizpůsobeno pro zobrazení na běžném televizoru. S doplňujícím vybavením umožňuje přes domácí počítačovou síť streamovat video, digitální vysílání, ale lze ho používat i jako osobní počítač. MythTV lze považovat za svobodnou a open-source alternativu k TiVo nebo Windows Media Center. Funguje na různých operačních systémech především v Linuxu, OS X a FreeBSD.

## Historie
MythTV Projekt byl zahájen v dubnu roku 2002 Isaacem Richardsem, který objasnil svůj záměr takto:
Byl jsem znechucený z poměrně nízké kvality kabelového boxu od AT&T Broadband, který poskytují s jejich digitální kabelovou službou. Jak se pomalu mění kanály, jak jede s reklamou a průvodce programy je jako vtip. Takže jsem si myslel, že by bylo skvělé, abych se pokusil vytvořit náhradu. Ano, mohl jsem si koupit TiVo, ale chtěl jsem víc než jen digitální video rekordér – Chci webový prohlížeč odpovídající současné době, e-mailového klienta a možná nějaké hry. V podstatě bych chtěl mytickou konvergenční krabici, která by za sebe mluvila několik let.

## Funkce
- Pozastavit, přeskočit a přetočit živé televizní pořady.
- Kompletně automatické obchodní detekce a volitelné přeskakování.
- Inteligentní plány nahrávání, aby se zabránilo konfliktům.
- Rozhraní s televizním programem jako jsouXMLTV nebo PSIP.
- Rozhraní s neziskovým výpisy předplacených seznamech služeb plánů Direct ve Spojených státech a Kanadě. Plány Direct přináší stejné (Tribune Media Services) výpisy a data, která TiVo a další video rekordéry používají.
- Podporuje ATSC, QAM,DMB-T/H, DVB(vše podporováno v LinuxTV) a HDTV.
- Podporuje Xv, OpenGL a VDPAU video výstup.
- Backend server a frontend klient architektura, což umožňuje na dálku obsloužit obsahem více klientských počítačů z jednoho nebo více serverů. Jeden počítač může fungovat jako klient i server zároveň.
- Přehrává nahrávky při zrychlení nebo zpomalení rychlosti a nastavení audia podle potřeby.
- Plánování a správa různých systémových funkcí pomocí webového rozhraní puštěného v prohlížeči.
- Ovládání settop boxu pomocí (infračerveného dálkového ovládání) nebo firewire.

### HDTV podpora
MythTV dokáže přenášet HDTV signál z jakéhokoliv zdroje, který bude poskytovat nešifrované videa. To znamená, že vysílání ATSC a DVB obsah, stejně jako šifrovaný obsah DVB při použití tuneru s CI modulem. Většina amerických kabelových a satelitních poskytovatelů šifrovaného videa přístupnou jen přes jejich vlastní settop boxy. Kabelové systémy mohou poskytnout některé nešifrované QAM kanály, ale ty budou obecně většinou pouze místní rozhlasové stanice a ne programy kabelové televize nebo prémiové kanály.
OpenCable zařízení jsou k dispozici pro přístup k šifrovanému obsahu na kabelových systémech v USA, ale protože se jedná o plné DRM systémy a ne jen CA (podmíněný přístup) jako u DVB CI, musí být každý kus hardwaru a softwaru v přehrávacím řetězci testován a licencován CableLabs. V současnosti je Windows Media Center jediný DVR software splňující tyto požadavky a pouze on může používat další software a knihovny, které používají tyto zařízení. V roce 2010 CableLabs uvolnil omezení DRM unlicensed zařízení pro záznam kopírovat svobodně obsah pomocí těchto zařízení, ale je to zcela na provozovateli kabelové televize, co poskytují za obsah, který byl označen jako takový.
Jako alternativa k přímému zachycení lze použít externí dekodér pro příjem kanálů a pak zachytit pomocí digital-analog-digital konverze.

### Podporované karty tuneru
MythTV software podporuje TV tuner karty plně kompatibilní s V4L-DVB kernel ovladačů. K dispozici jsou seznamy podporovaných zařízení.
MythTV také podporuje program Capture (zachycení) pomocí FireWire z digitálních settop boxů. Mezi ně patří Motorola DCT-6200, STB použitý v Cogeco Cable používaný v USA a Shaw Cable v Kanadě pro své HD služby. Může také nahrávat přímo z IPTV zdrojů, jako je Freebox službu, jako je z HDHomeRun síťového tuneru.

### Moduly
Add-on moduly (pluginy) zahrnují:
- MythVideo přehrává různé formáty video souborů
- MythMusic hudební přehrávač, jukebox, správce sbírek a vypalování CD
- MythGallery on-line manažer fotogalerie
- MythNews RSS čtečky zpráv
- MythWeather načte předpověď počasí včetně meteorologického radaru z Internetu
- MythBrowser malý webový prohlížeč
- MythGame frontend pro emulátor herní konzole
- MythWeb ovládá MythTV ze vzdáleného webového prohlížeče
- MythArchive DVD vypalovačka
- MythNetvision přehrávač streamovaného videa určeného především pro Flash-weby jako YouTube
- MythZoneMinder frontend rozhraní pro ZoneMinder systém
- UPnP AV MediaServer v1.0 kompatibilní server na sdílení multimediálních souborů s UPnP klienty

Základní systém je dobře integrovaný s jeho moduly. Systém může být ovládán pomocí infračerveného dálkového ovládání pomocí LIRC, nebo dálkového ovládání pomocí modulů jádra.

## Operační systémy
MythTV je k dispozici pro mnoho operačních systémů, které jsou založeny na různých linuxových nebo unixových distribucích (včetně Apple Mac OS). Na MythTV webu je k dispozici pouze zdrojový kód, který musí být zkompilovaný pro požadovaný systém, spustitelné programy lze stáhnout z různých zdrojů třetích osob. Tento software funguje a je oficiálně podporovaný systémem Microsoft Windows, včetně LiveTV, plánování a sledování záznamů, ale většina pluginů nefunguje bez dalších záplat.

### Balíky
Existuje několik projektů, které zahrnují distribuci Linuxu s MythTV (a související knihovny), aby instalace, konfigurace a údržba byla snadnější a rychlejší:
- iMedia MythTV linuxová distribuce je verze iMedia vloženou distribucí Linuxu.
- LinHES je bootCD derivát Arch Linuxu. Jeho MythTV frontend lze spustit z disku CD-ROM. Celá instalace na pevný disk může být zavedena v několika minutách.
- LinuxMCE balíky MythTV s Kubuntu jako Linux distribuce spolu s Pluto domácí automatizací.
- MiniMyth je malá Linux distribuce, která přemění bezdiskové počítače do MythTV frontendu.
- Mythbuntu je kombinace Ubuntu distribuce s MythTV. Komunita Ubuntu je vytvořila rozsáhlé prostředky pro instalaci, konfiguraci a řešení problémů MythTV.
- MythDora je Red Hat Fedora distribuce s MythTV. Bylo přerušeno v roce 2011.
- Ubuntu TV integruje MythTV na televizní rozhraní (na základě uživatelského rozhraní Ubuntu Unity).
- Xebian je distribuce Debian Linuxu pro herní konzole Microsoft Xbox a zahrnuje MythTV.

## Součásti
Výchozí formát souboru pro kódování softwaru je RTJPEG nebo MPEG-4 videa uložena v mírně modifikované verzi Romana Hochleitnera "NuppelVideo" (.nuv) kontejneru. NUV soubory jsou také spustitelné ve VLC media player a MPlayer, ale mohou se občas projevit problémy se synchronizací A/V v důsledku specifických změn MythTV. Zdá se také, že MythTV je nyní jediný orgán na formátu souboru NuppelVideo, protože webové stránky původního autora již nejsou k dispozici.
MythTV může také nahrávat pomocí hardware-kodéru karet a dalších zdrojů MPEG-2 digitálních televizních zdrojů, jako je DVB, ATSC a FireWire (od HDTV kabelové televize ve Spojených státech), tak mnoho uživatelů MythTV viděli jen zřídka NuppelVideo soubory, pokud se rozhodnete transkódování souborů do NuppelVideo ušetříte tím místo na disku.
V září roku 2012 je podporována již od té doby svého vzniku databáze MySQL. Databáze obsahuje hodně z provozních dat v systému, například jaké TV tunery jsou k dispozici v systému a jejich vlastnosti/schopnosti, jaké kanály mohou být naladěny tímto laděním hardwaru, jaké nahrané programy jsou k dispozici pro prohlížení, informace o plánování programu atd.